# Tiếng Đại Liên
Tiếng Đại Liên hay (chữ Hán phồn thể: 大連話) là phương ngữ Đại Liên của Quan thoại.

## Giọng nói
| b [ p ]   | p [ pʰ ]   | m [ m ]  | f [ f ]  | v [ v ] |
| d [ t ]   | t [ tʰ ]   | n [ n ]  |          | l [ l ] |
| g [ k ]   | k [ kʰ ]   |          | h [ x ]  |         |
| j [ ʨ ]   | q [ ʨʰ ]   | gn [ ɲ ] | x [ ɕ ]  | y [ i ] |
| zh [ ʈʂ ] | ch [ ʈʂʰ ] |          | sh [ ʂ ] | r [ ʐ ] |
| z [ ts ]  | c [ tsʰ ]  |          | s [ s ]  |         |
|           |            |          |          | w [ u ] |

| a [ ɑ ] | ai [ ɑɪ ]   |             | an [ ɑn ]   | ang [ ɑŋ ] |
| ê [ ɛ ] | êi [ ɛɪ ]   |             | ên [ ɛn ]   |            |
| o [ ɔ ] |             | ou [ ɔʊ ]   |             | ong [ ɔŋ ] |
| e [ ə ] |             | eu [ əʊ ]   | en [ ən ]   | eng [ əŋ ] |
| i [ i ] |             | ieu [ iəʊ ] | in [ in ]   | ing [ iŋ ] |
| u [ u ] | uêi [ uɛɪ ] |             | uen [ uən ] |            |
| ü [ y ] |             |             | ün [ yn ]   |            |

| ia [ iɑ ] |             |             |             | iang [ iɑŋ ] |
| iê [ iɛ ] |             |             | iên [ iɛn ] |              |
|           |             | iou [ iɔʊ ] |             | iong [ iɔŋ ] |
| ua [ uɑ ] | uai [ uɑɪ ] |             | uan [ uɑn ] | uang [ uɑŋ ] |
| uo [ uɔ ] |             |             |             |              |
| üê [ yɛ ] |             |             | üên [ yɛn ] |              |
| i [ ʅ ]   | i [ ɿ ]     | m [ m ]     | n [ n ]     | ng [ ŋ ]     |

#### Nguyên âm bảng - 3
| Cơ bản nguyên âm | ai 蓋 an 碗 ên 邊 | i 字 ü 魚 êi 輩 en 根 | a 瓦      | ê 碟      | o 窩      | e 歌      | u 肚      | ou 包       | eu 頭       | ang 缸       | ong 工       | eng 燈       |
| Erhua nguyên âm  | ar [ ɑʅ ]         | er [ əʅ ]             | ahr [ ? ] | êr [ ɛʅ ] | or [ ɔʅ ] | ehr [ ? ] | ur [ uʯ ] | our [ ɔʊʯ ] | eur [ əʊʯ ] | angr [ ɑŋʅ ] | ongr [ ɔŋʯ ] | engr [ əŋʅ ] |

### Thanh điệu
| Thanh điệu số       | 1      | 2         | 3         | 4       | 5          | 6          | Không được đánh dấu |
| Thanh điệu          | Âm cấp | Dương cấp | Giảm-tăng | Âm giảm | Trung giảm | Dương giảm | Nhẹ nhàng           |
| Biểu thị thanh điệu | 31     | 24        | 213       | 52      | 33/13      | 21         | --                  |

- Thanh điệu số 1 + thanh điệu số 1 hoặc thanh điệu số 4 + thanh điệu số 1 → thanh điệu số 5 + thanh điệu số 1.
- Thanh điệu số 1 + thanh điệu số 4 → thanh điệu số 1 + thanh điệu số 6.
- Thanh điệu số 4 + thanh điệu số 4 → thanh điệu số 5 + thanh điệu số 6.

## Khác

### Phân bổ của Tiếng Lai
- Vùng Bán đảo: Bán đảo Sơn Đông, Bán đảo Liêu Đông.
- Vùng Biên giới: Áp Lục, Ussuri.